# Xenurolebias
Xenurolebias es un género de peces de la familia de los rivulinos, distribuidos por Brasil en lagunas de agua dulce cercanas a la costa.

## Especies
Se reconocen cuatro especies válidas en este género:
- Xenurolebias cricarensis Costa, 2014
- Xenurolebias izecksohni (Da Cruz, 1983)
- Xenurolebias myersi (Carvalho, 1971)
- Xenurolebias pataxo Costa, 2014